# Vesperidae
A Vesperidae a rovarok (Insecta) osztályában a bogarak (Coleoptera) rendjébe, azon belül a mindenevő bogarak (Polyphaga) alrendjébe tartozó család. A Vesperidae család tagjai számos ökoszisztémában megtalálhatók, és változatos testfelépítési és életmódbeli jellemzőkkel rendelkeznek. Habár a család tudományos besorolása viszonylag új keletű, a rovarok közötti helyzetük meghatározása jelentős szerepet játszott a mindenevő bogarak alrendjének taxonómiai vizsgálatában. A család elterjedése és fajgazdagsága különösen érdekes az entomológusok számára, mivel fontos ökológiai szereplők, például bomlástermék-feldolgozók és pollen hordozók is lehetnek.

## Elterjedésük
A Vesperidae család fajai világszerte elterjedtek, bár egyes nemek és fajok elterjedése lokálisabb, különösen a trópusi és szubtrópusi régiókban. Ezek a bogarak általában erdős területeken, nedves élőhelyeken találhatók meg, de egyes fajok alkalmazkodtak szárazabb, mérsékelt éghajlatú környezetekhez is.
Az elterjedés pontos részletei faji szinten változóak, mivel a családba tartozó fajok különböző ökológiai szerepeket töltenek be, és eltérő táplálkozási preferenciákkal rendelkeznek. A kutatók gyakran használják a Vesperidae fajok elterjedési mintáit a biodiverzitás és az ökoszisztémák egészségének vizsgálatára.

## Felépítésük
A Vesperidae család tagjai jellegzetes testfelépítéssel rendelkeznek, amely lehetővé teszi számukra a különböző élőhelyekhez való alkalmazkodást. Testük hossza fajonként eltérő, általában kisméretűtől közepes méretűig terjed.

#### Testfelépítésük főbb jellemzői:
- Fej: A fej jól fejlett, gyakran erőteljes rágókkal (mandibulákkal), amelyek lehetővé teszik a különböző szerves anyagok feldolgozását. A csápok hosszúsága és formája változatos, gyakran fonalas vagy bunkós végű, ami az érzékelésben és táplálékkeresésben játszik szerepet.
- Tor: A tor három jól elkülöníthető szegmensből áll, mindegyikhez egy-egy pár láb kapcsolódik. A tor szilárd, erőteljes, ami a mozgásban és a repülésben játszik fontos szerepet.
- Lábak: Lábuk általában erős, kaparó karmokkal ellátott, amelyek segítik őket a kapaszkodásban és a táplálék megszerzésében. Egyes fajok lábai a földalatti életmódhoz specializálódtak.
- Szárnyak: Két pár szárnyuk van, ahol az elülső pár (fedőszárnyak) kemény, kitinből álló struktúra, amely védi a hátsó repülőszárnyakat és a potrohot. A repülőszárnyak vékonyabbak, membránosak.
- Potroh: A potroh több szelvényből áll, amelyek rugalmasságot biztosítanak. A potroh alatt található mirigyek egyes fajoknál illatanyagok kibocsátására képesek, amelyek fontos szerepet játszanak a párválasztásban és védekezésben.

Egyes fajok testfelépítése speciális adaptációkat mutat, például rejtőzködő színezetet vagy különleges kitinképződményeket, amelyek az élőhelyükhöz való alkalmazkodást segítik.

## Életmódjuk
A Vesperidae család tagjainak életmódja változatos, a fajok eltérő élőhelyi és táplálkozási szokásai miatt. Általánosságban a következő jellemzők figyelhetők meg:

#### Táplálkozás:
- A legtöbb faj mindenevő, de táplálkozási preferenciáik eltérőek lehetnek.
- Egyes fajok bomló szerves anyagokkal, például elhalt növényi részekkel és állati maradványokkal táplálkoznak, így jelentős szerepet játszanak az ökoszisztémák anyagciklusában.
- Más fajok virágok nektárját és pollenjét fogyasztják, ezáltal beporzóként is fontosak lehetnek.

#### Aktivitás:
- Több faj éjszakai aktivitású, ami segíti őket abban, hogy elkerüljék a nappali ragadozókat.
- A nappali aktivitású fajok élénk színezetűek lehetnek, amely gyakran védekezési vagy rejtőzködési célt szolgál.

#### Szaporodás:
- A nőstények tojásaikat általában a talajba, bomló növényi anyagokba vagy fák kérgébe helyezik.
- A lárvák fejlődése közben a környezetükben található szerves anyagokkal táplálkoznak, ami segíti a bomlási folyamatokat.

#### Élőhely:
- Az élőhelyi preferenciák eltérőek: egyes fajok erdős területeket kedvelnek, míg mások nyílt, füves területeken fordulnak elő.
- Sok faj a trópusi és szubtrópusi régiókhoz kötött, de mérsékelt éghajlatú vidékeken is előfordulnak.

#### Védekezési stratégiák:
- Néhány faj rejtőzködő színezetével vagy gyors mozgásával védi magát a ragadozóktól.
- Bizonyos fajok mérgező vagy kellemetlen szagú anyagokat bocsátanak ki a mirigyeikből, hogy elriasszák az ellenségeiket.

Az életmódjuk szorosan kapcsolódik a környezetükhöz és az ökológiai szerepükhöz, ami miatt fontos kutatási terület az entomológusok számára.

## Rendszertani felosztásuk
Anoplodermatinae (Guérin-Méneville, 1840) alcsalád
Philinae (J.Thomson, 1860) alcsalád
Vesperinae (Mulsant, 1839) alcsalád

## Fordítás
- Ez a szócikk részben vagy egészben  a(z)   Веспериды című orosz Wikipédia-szócikk fordításán alapul.  Az eredeti cikk szerkesztőit annak laptörténete sorolja fel. Ez a jelzés csupán a megfogalmazás eredetét és a szerzői jogokat jelzi, nem szolgál a cikkben szereplő információk forrásmegjelöléseként.